# Gonyosoma frenatum
Gonyosoma frenatum är en ormart som beskrevs av John Edward Gray 1853. Gonyosoma frenatum ingår i släktet Gonyosoma och familjen snokar. Inga underarter finns listade i Catalogue of Life.
Arten förekommer i östra Indien i delstaterna Assam och Arunachal Pradesh, i södra och östra Kina i provinserna Sichuan, Fujian, Guangdong, Anhui, Guangxi, Guizhou och Zhejiang, i norra Vietnam och på Taiwan. Honor lägger ägg.